# ۴ماتیک

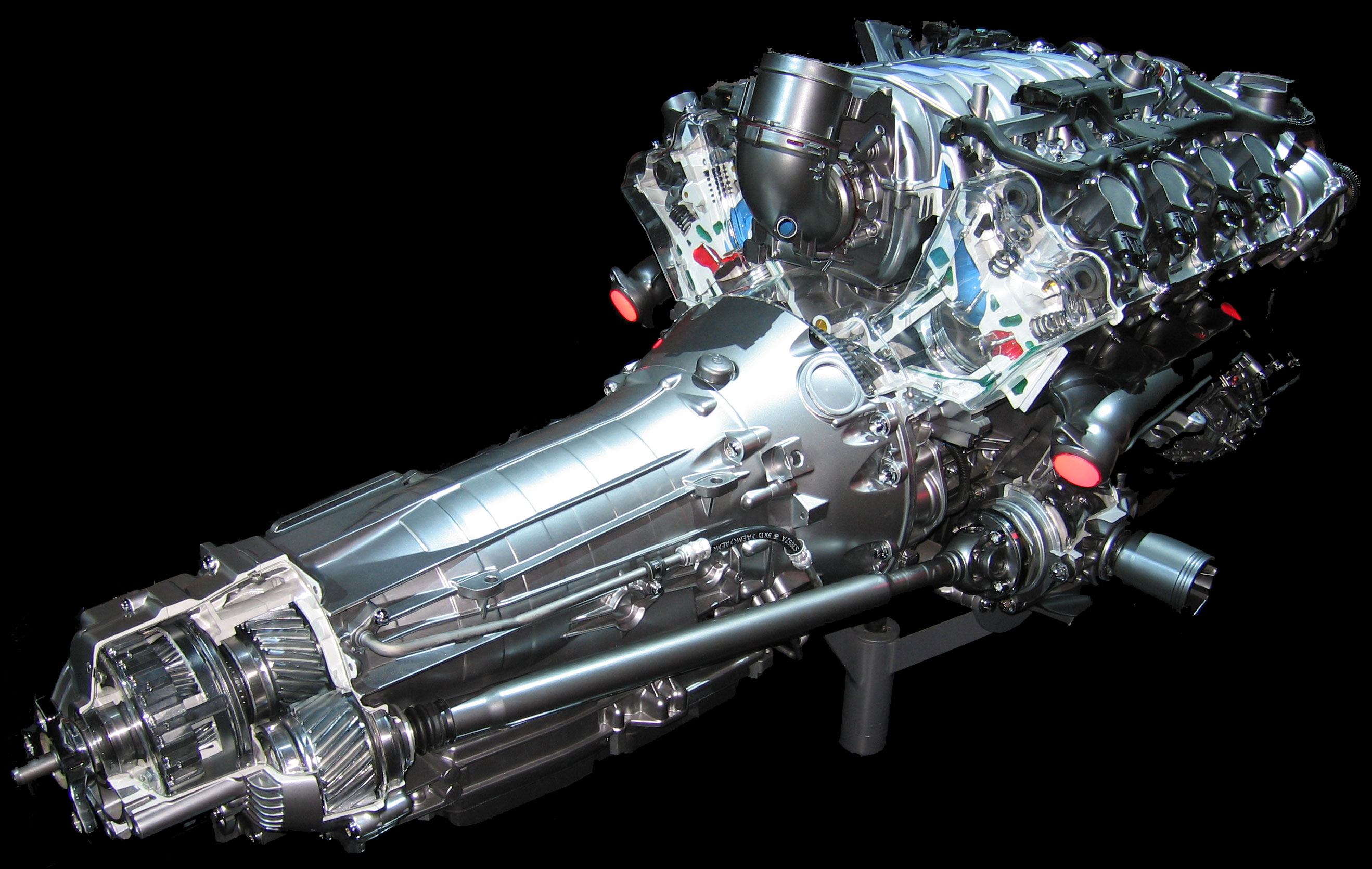
جعبه‌دندهٔ ۴ماتیک و یک موتور وی۸

۴ماتیک (انگلیسی: 4Matic)، نام تجاری سامانهٔ خودروهای چهارچرخ متحرک توسعه‌داده‌شده توسط مرسدس-بنز است. این سامانه به گونه‌ای طراحی شده تا در شرایط لغزندگی، چسبندگی خودرو را افزایش دهد.
تقریباً تمام خودروهای مرسدس-بنز که از این ویژگی برخوردارند، از جعبه‌دنده خودکار بهره می‌برند. نخستین سامانهٔ ۴ماتیک در سال ۱۹۸۷ میلادی در سری دبلیو۱۲۴ معرفی شد و در انواع ۲٫۶ لیتر و ۳٫۰ لیتر با موتورهای شش‌سیلندر بنزینی یا دیزلی در دسترس بود. تا کنون چهار نسل از این سامانه معرفی شده‌است.

## دسترس‌پذیری
نسل‌های دوم و سوم سامانه‌های ۴ماتیک هم‌اکنون روی کلاس-آ، کلاس-بی، کلاس-سی، کلاس-ئی، کلاس-جی، کلاس-اس (و کلاس-سی‌ال پیشین)، کلاس-جی‌ال‌ای، کلاس-جی‌ال‌کا، کلاس-ام‌ال، کلاس-جی‌ال، کلاس-سی‌ال‌اس، ویتو و ویانو در دسترس هستند.